# Tam Galbraith
Tam Galbraith est un homme politique britannique né le 10 mars 1917 et mort le 2 janvier 1982.
Membre du Parti unioniste, puis du Parti conservateur, il est député de la circonscription de Glasgow Hillhead de 1948 à sa mort.

## Biographie
Thomas Galloway Dunlop Galbraith est le fils aîné de Thomas Galbraith (1891-1985). Issu du clan Galbraith (en), son père fait carrière en politique. Il est député de la circonscription de Glasgow Pollok (en) de 1940 à 1955, puis élevé à la pairie du Royaume-Uni avec le titre de baron Strathclyde (en). Le jeune Galbraith, surnommé « Tam » pour le distinguer de son père, fait ses études au Christ Church de l'université d'Oxford et à l'université de Glasgow. Il sert dans la Royal Naval Reserve pendant la Seconde Guerre mondiale.
Après la fin du conflit, Galbraith échoue à deux reprises à se faire élire à la Chambre des communes avant de remporter l'élection partielle de Glasgow Hillhead de 1948. Il est Civil Lord de l'Amirauté de 1957 à 1959, puis sous-secrétaire d'État pour l'Écosse (en) de 1959 à 1962. Sa carrière est entachée lorsque John Vassall (en), secrétaire à l'Amirauté sous ses ordres, est démasqué comme espion au service de l'Union soviétique et arrêté en 1962. Accusé à mots couverts par la presse britannique d'avoir couvert ses agissements, Galbraith démissionne de son poste de sous-secrétaire. L'enquête qui s'ensuit conclut qu'il n'était en rien impliqué dans cette affaire. Pour lui marquer sa confiance, le Premier ministre Harold Macmillan le nomme secrétaire parlementaire auprès du ministre des Transports, poste que Galbraith occupe jusqu'à la défaite des conservateurs lors des élections générales de 1964.
Galbraith conserve son siège de député jusqu'à sa mort, le 2 janvier 1982 à l'âge de 64 ans. Il avait été fait chevalier de l'ordre de l'Empire britannique quelques jours plus tôt à l'occasion des New Year Honours. L'élection partielle qui s'ensuit pour le siège de Glasgow Hillhead est remportée par Roy Jenkins du Parti social-démocrate. Son fils aîné, Thomas Galbraith, fait également carrière en politique.

## Résultats électoraux
| Date             | Circonscription  | Parti | Parti              | Voix   | %    | Résultat |
| ---------------- | ---------------- | ----- | ------------------ | ------ | ---- | -------- |
| 5 juillet 1945   | Paisley (en)     |       | Parti unioniste    | 14 826 | 32,7 | battu    |
| 3 octobre 1945   | Edinburgh East   |       | Parti unioniste    | 9 665  | 38,4 | battu    |
| 25 novembre 1948 | Glasgow Hillhead |       | Parti unioniste    | 16 060 | 68,4 | élu      |
| 23 février 1950  | Glasgow Hillhead |       | Parti unioniste    | 23 181 | 60,7 | élu      |
| 25 octobre 1951  | Glasgow Hillhead |       | Parti unioniste    | 24 654 | 64,9 | élu      |
| 26 mai 1955      | Glasgow Hillhead |       | Parti unioniste    | 20 106 | 67,6 | élu      |
| 8 octobre 1959   | Glasgow Hillhead |       | Parti unioniste    | 20 094 | 68,3 | élu      |
| 15 octobre 1964  | Glasgow Hillhead |       | Parti unioniste    | 16 993 | 64,0 | élu      |
| 31 mars 1966     | Glasgow Hillhead |       | Parti conservateur | 15 899 | 63,0 | élu      |
| 18 juin 1970     | Glasgow Hillhead |       | Parti conservateur | 14 674 | 61,3 | élu      |
| 28 février 1974  | Glasgow Hillhead |       | Parti conservateur | 14 378 | 44,0 | élu      |
| 10 octobre 1974  | Glasgow Hillhead |       | Parti conservateur | 11 203 | 37,1 | élu      |
| 3 mai 1979       | Glasgow Hillhead |       | Parti conservateur | 12 368 | 41,0 | élu      |